# Xspray Pharma
Xspray Pharma AB  är ett svenskt läkemedelsforskningföretag, som utvecklar metoder för produktion av läkemedel med amorf struktur.
Xspray Pharma AB grundades 2003 som XSpray Microparticles AB. Xspray Pharmas aktier noterades 2017 på First North och 2020 på Stockholmsbörsens huvudlista.